# Kenwood House

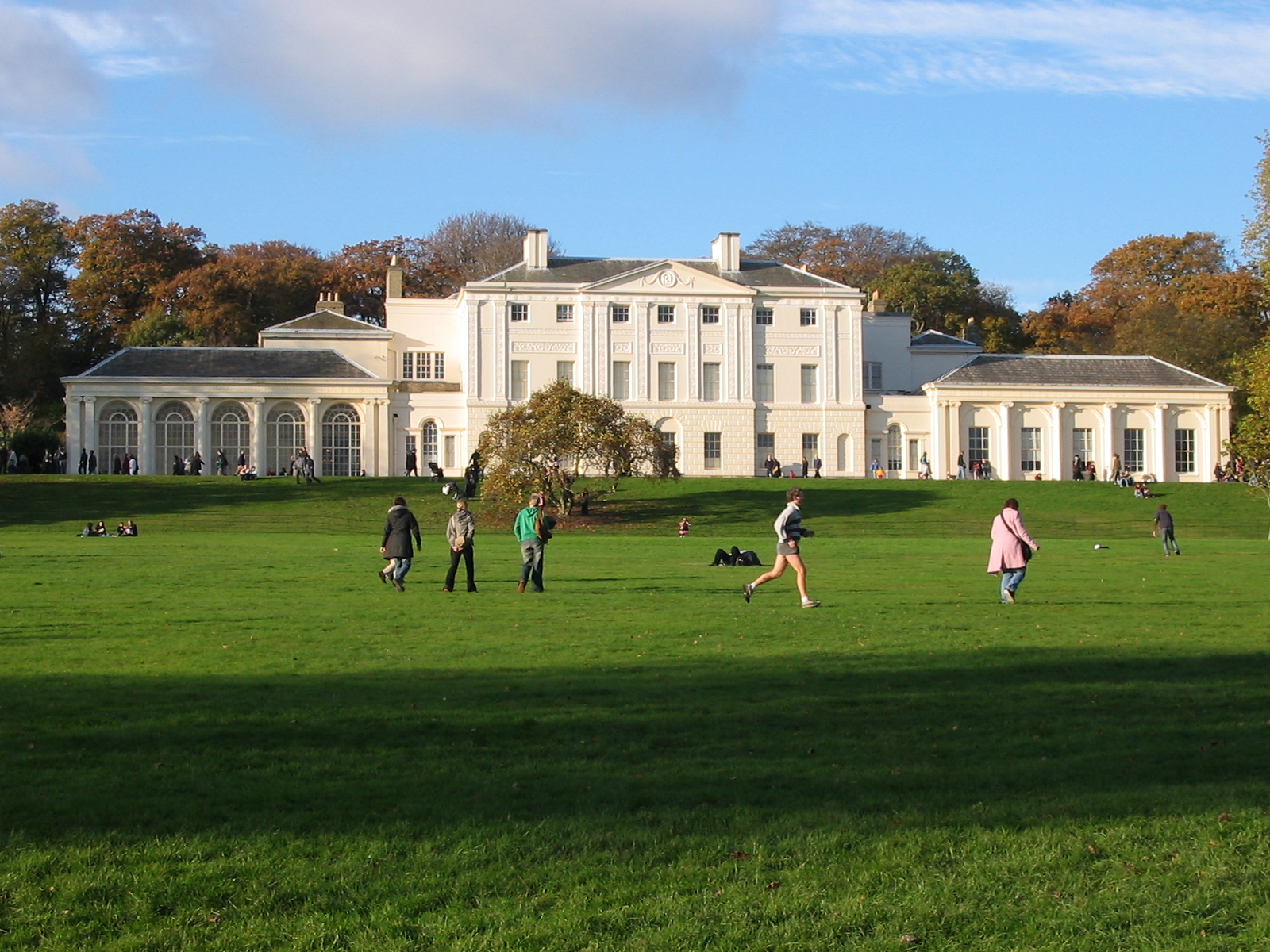
Kenwood House

Kenwood House ist ein ehemaliges Herrenhaus in Hampstead Heath in London. Es gehört heute zum English Heritage und kann besichtigt werden. 2019 wurde Kenwood House von rund 132.000 Personen besucht, 2024 von etwa 93.000 Personen.

## Geschichte
Das ursprünglich aus dem 17. Jahrhundert stammende Haus wurde für William Murray, 1. Earl of Mansfield vom Architekten Robert Adam in den Jahren 1764–1779 umgebaut. Nach Osterley Park und Syon House war dies das dritte Anwesen, welches Adam im Stil des Klassizismus gestaltete. Besonders die Inneneinrichtung der Bibliothek gilt als ein Höhepunkt in Adams Schaffen. 1925 kaufte Lord Iveagh, ein Erbe der Bierbrauerfamilie Guinness, das Haus und den dazugehörigen Park und stiftete zwei Jahre später den Besitz der englischen Nation.

## Park
Der angrenzende Park ist ein beliebtes Ausflugsziel der Londoner und im Sommer finden hier regelmäßig Freiluftkonzerte statt. Teile des Films Notting Hill wurden hier gedreht.

## Gemäldegalerie
Die Gemäldesammlung in Kenwood House wurde ebenfalls von Lord Iveagh dem Staat vermacht. Zu den herausragenden Meisterwerken gehören ein spätes Selbstporträt von Rembrandt van Rijn und Vermeers Bild Die Gitarrenspielerin.

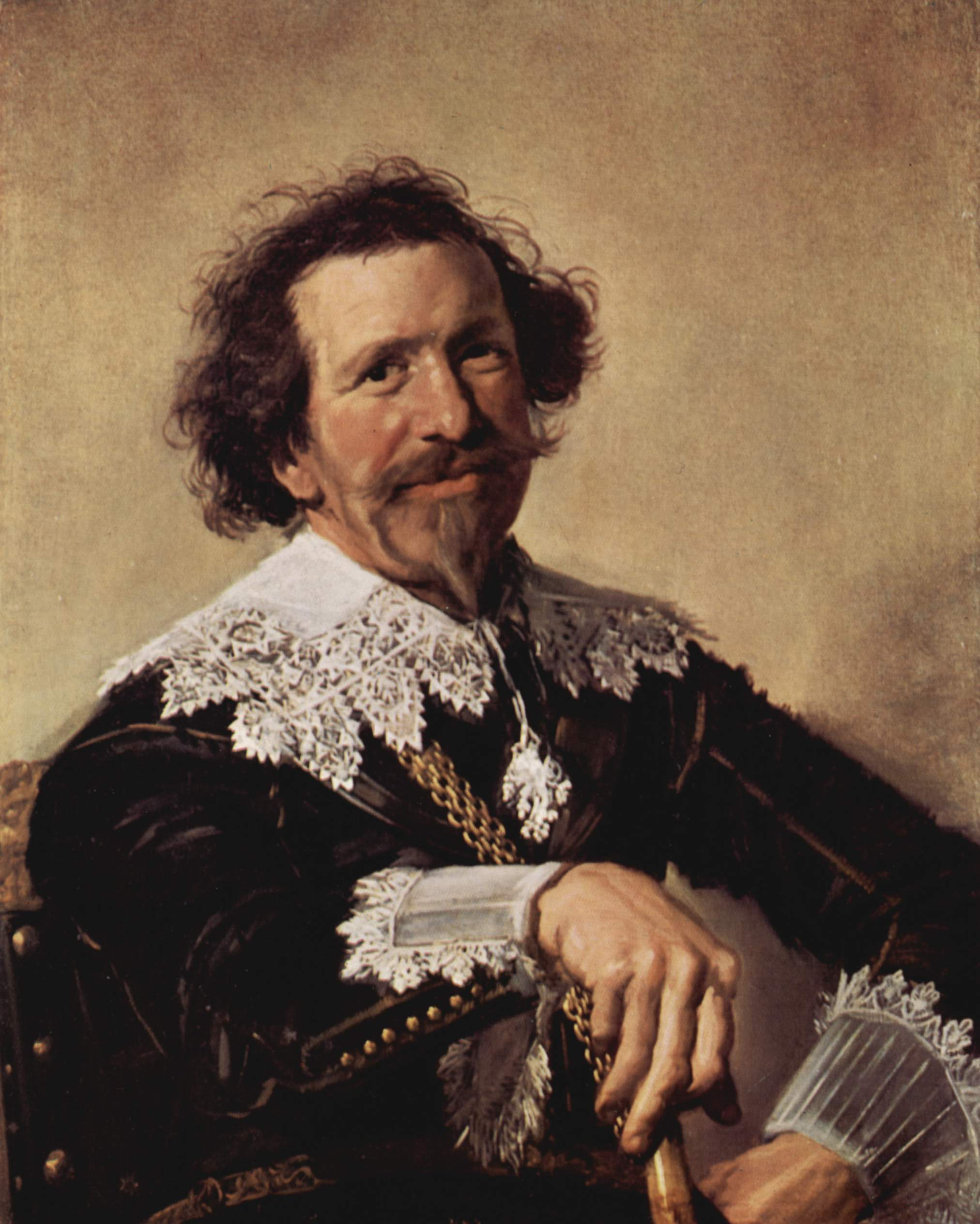
Hals P. van den Broecke, 1633
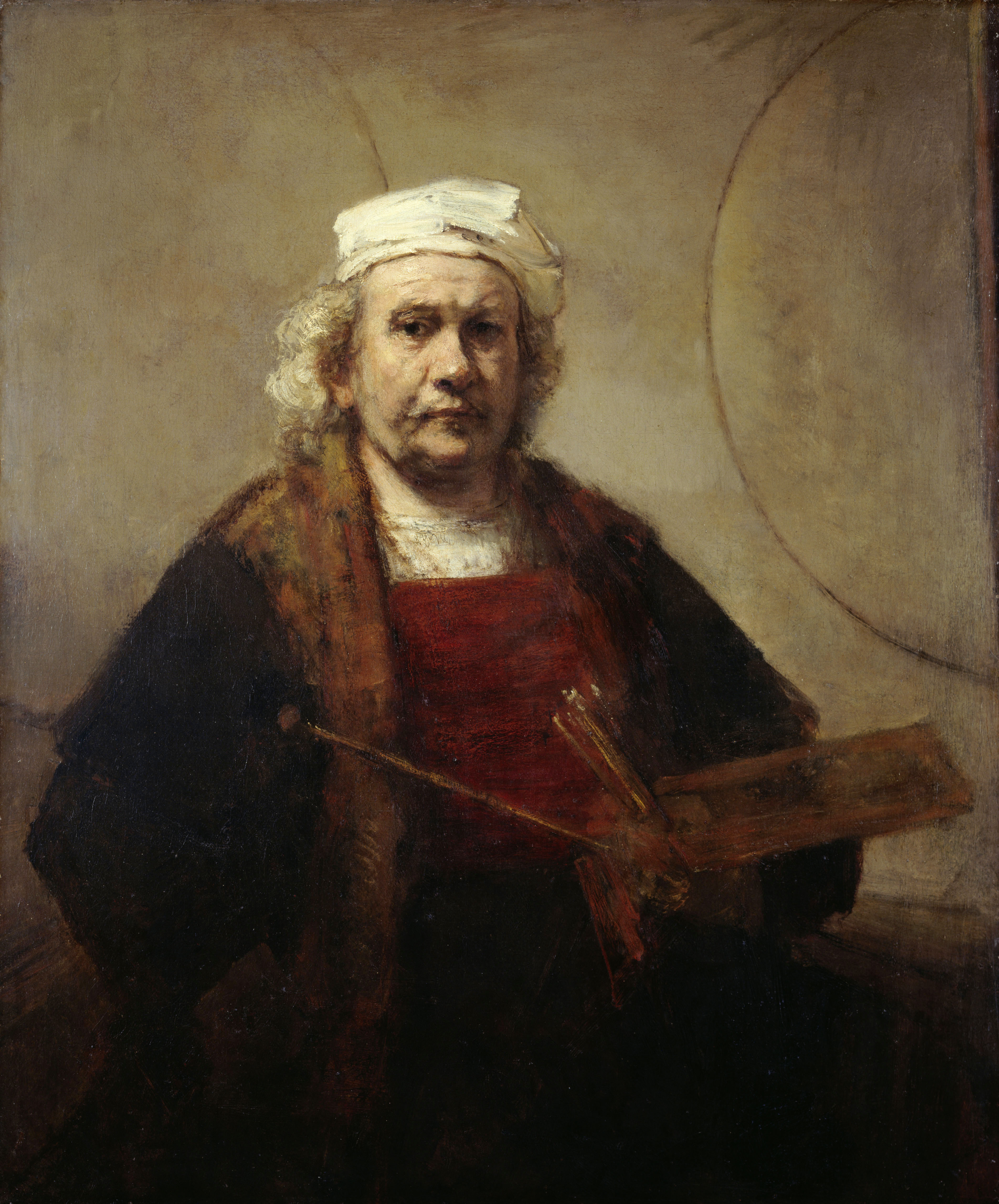
Rembrandt Selbstporträt, 1661
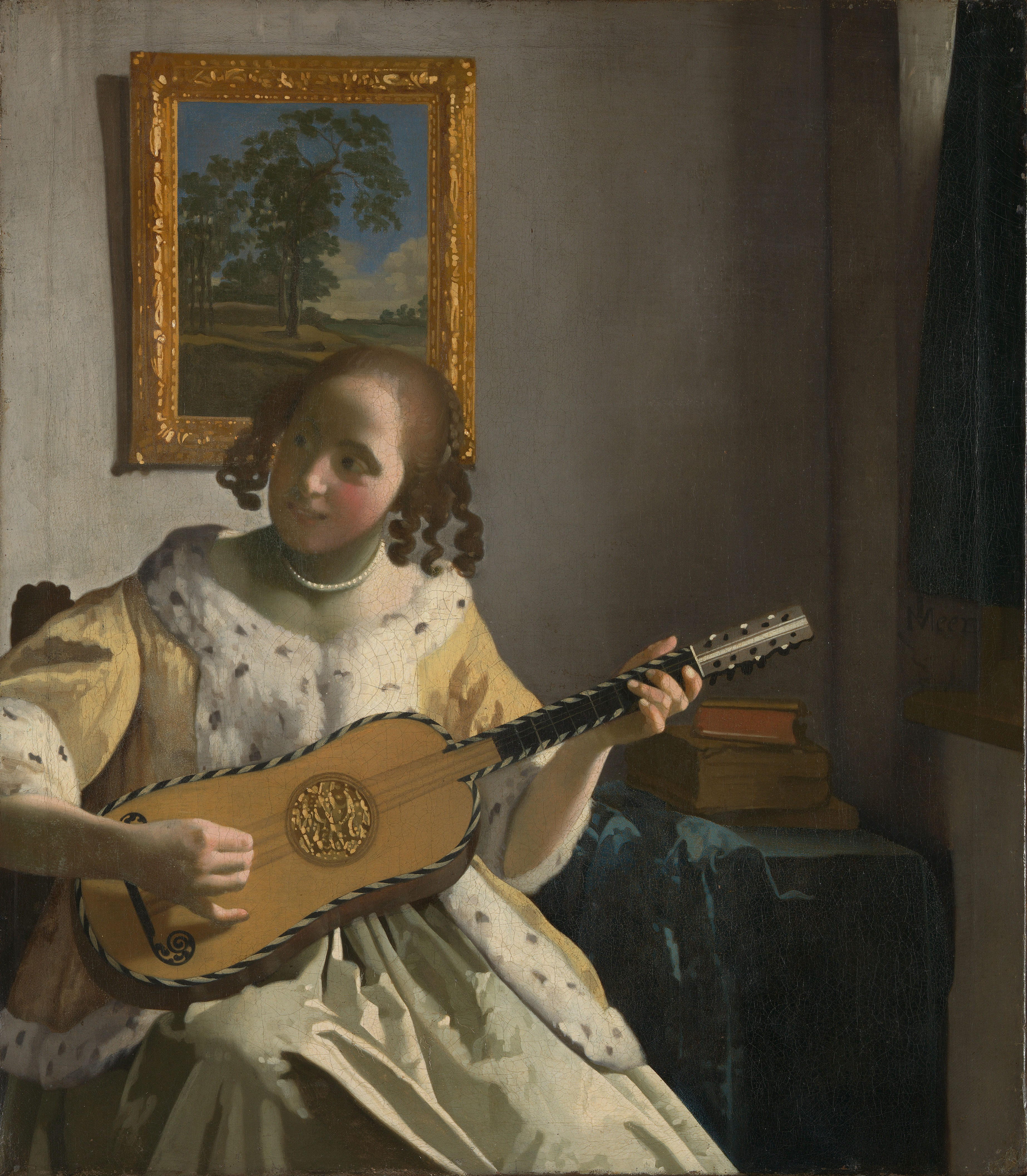
Vermeer Gitarrenspielerin, 1672
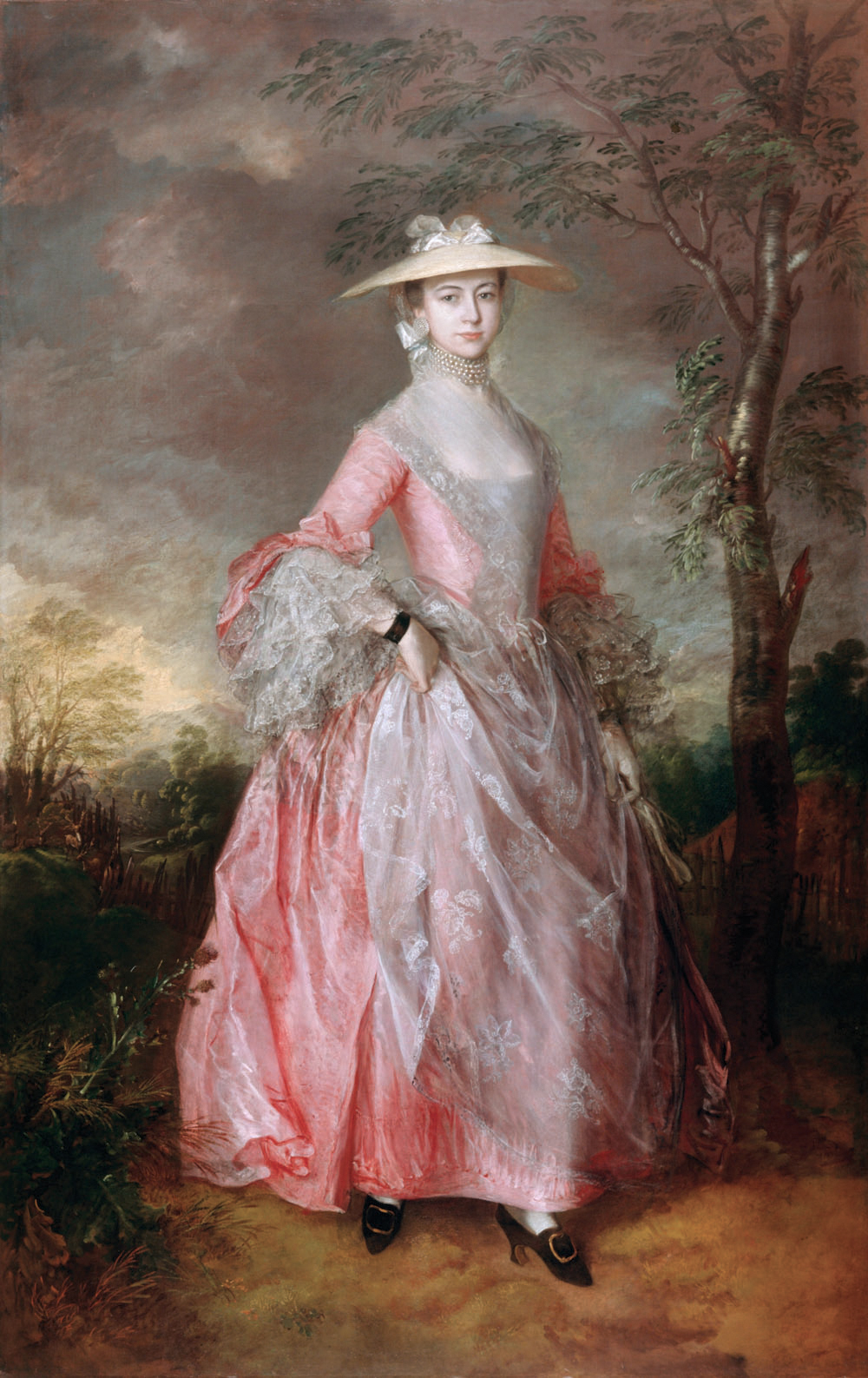
Gainsborough Countess of Howe, 1764
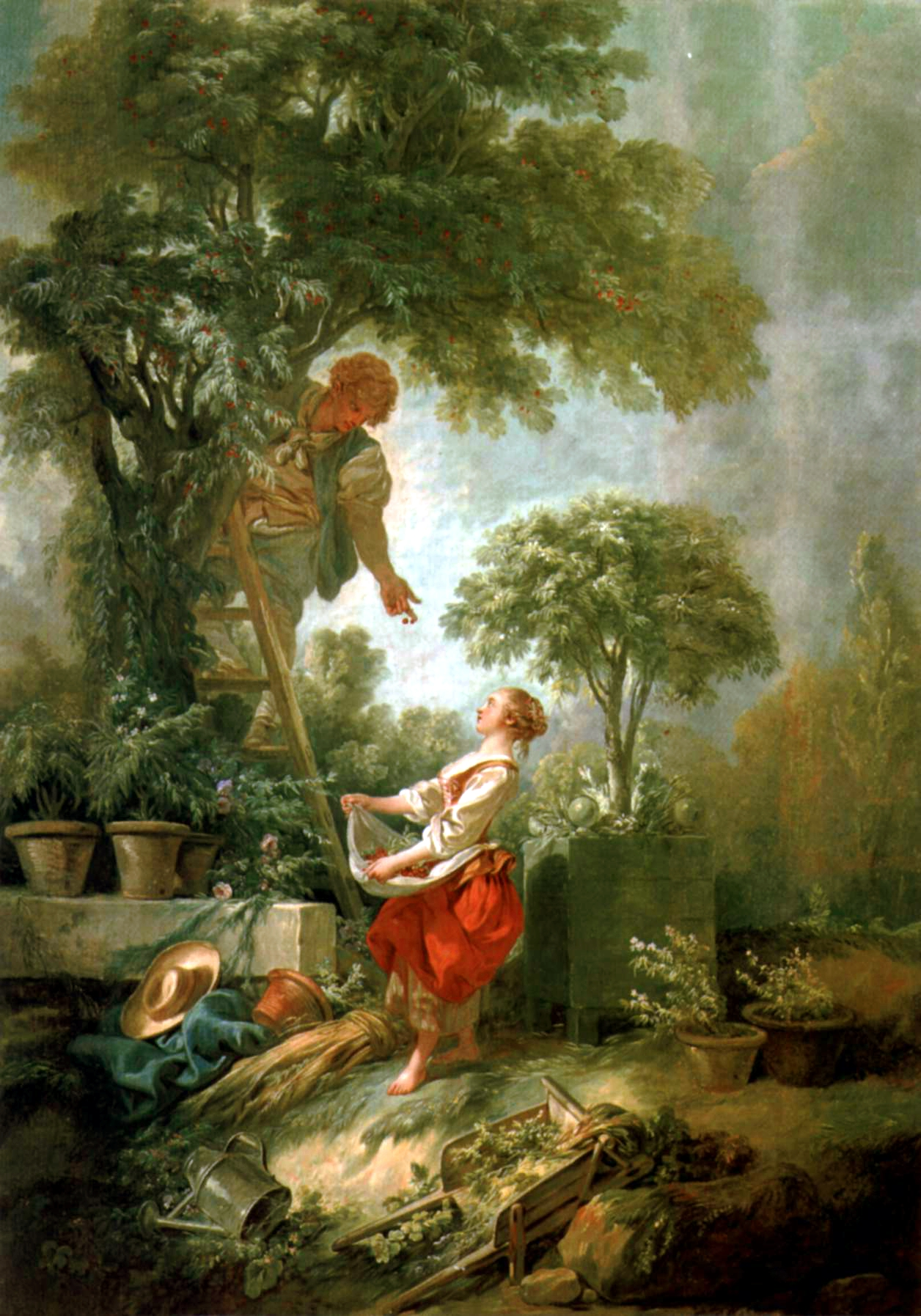
Boucher Kirschpflückerin, 1768

Es werden auch regelmäßig Sonderausstellungen zu Themen veranstaltet, die auf die Geschichte des Hauses abgestimmt sind. Beispielsweise wurden im Jahre 2025 Portraits von John Singer Sargent (1856–1925) ausgestellt – ausschließlich reiche US-amerikanische Damen, die nach England geheiratet hatten. Titel der Ausstellung war Heiress, gezeigt wurden unter anderem Portraits von Nancy Astor, von Mary Crowninshield Endicott, der dritten Ehefrau von Joseph Chamberlain, und von Consuelo Vanderbilt.